# Fillières
Fillières ist eine französische Gemeinde mit 524 Einwohnern (Stand 1. Januar 2022) im Département Meurthe-et-Moselle in der Region Grand Est. Sie gehört zum Arrondissement Val-de-Briey und ist Mitglied im Gemeindeverband Grand Longwy Agglomération. Die Bewohner werden Fagnats genannt.

## Geographie
Die Gemeinde liegt etwa 25 Kilometer westlich von Thionville und 15 Kilometer südöstlich von Longwy im Bassin de Longwy nahe dem Grenzgebiet zu Belgien und Luxemburg. An der südlichen Gemeindegrenze verläuft der Fluss Crusnes. Die Nachbargemeinden sind Bréhain-la-Ville im Nordosten, Errouville im Osten, Serrouville im Südosten, Joppécourt im Südwesten, Ville-au-Montois im Westen und Morfontaine im Nordwesten.
Das Gemeindegebiet wird von den Départementsstraßen D16 und D27 erschlossen. Höherrangige Verkehrsverbindungen verlaufen in den östlichen Nachbargemeinden (z. B. Autobahn A30).

## Bevölkerungsentwicklung
| Jahr      | 1962 | 1968 | 1975 | 1982 | 1990 | 1999 | 2008 | 2019 |
| Einwohner | 516  | 452  | 427  | 395  | 384  | 396  | 468  | 512  |

## Sehenswürdigkeiten
- Pfarrkirche Saint-Maurice, erbaut 1832
- Ehemalige Klosterkapelle
- Kapelle Chani, erbaut 1824
- Soldatenfriedhof und Gedenkstätte für die Gefallenen des Ersten Weltkrieges (Nécropole nationale)

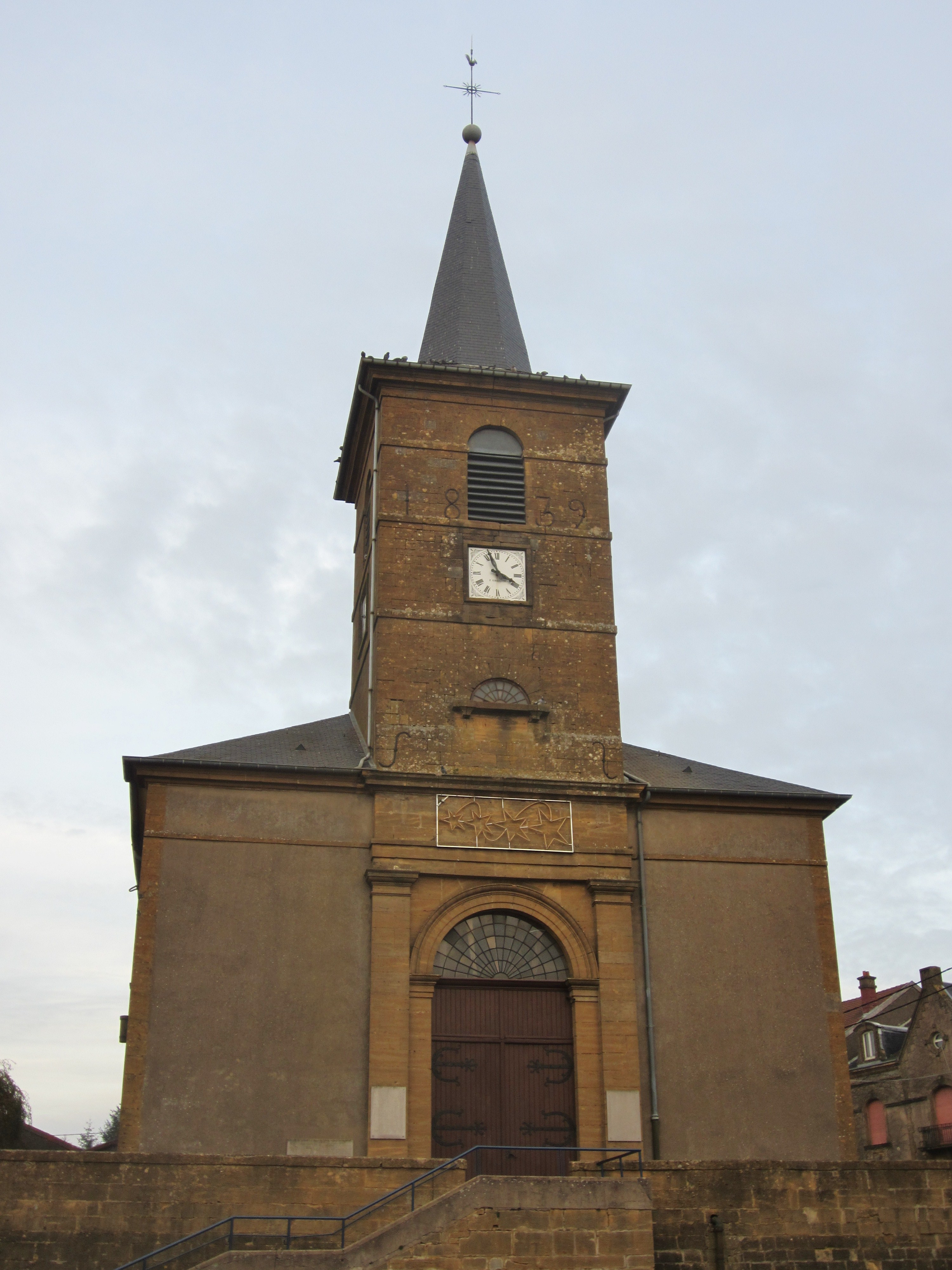
Pfarrkirche Saint-Maurice
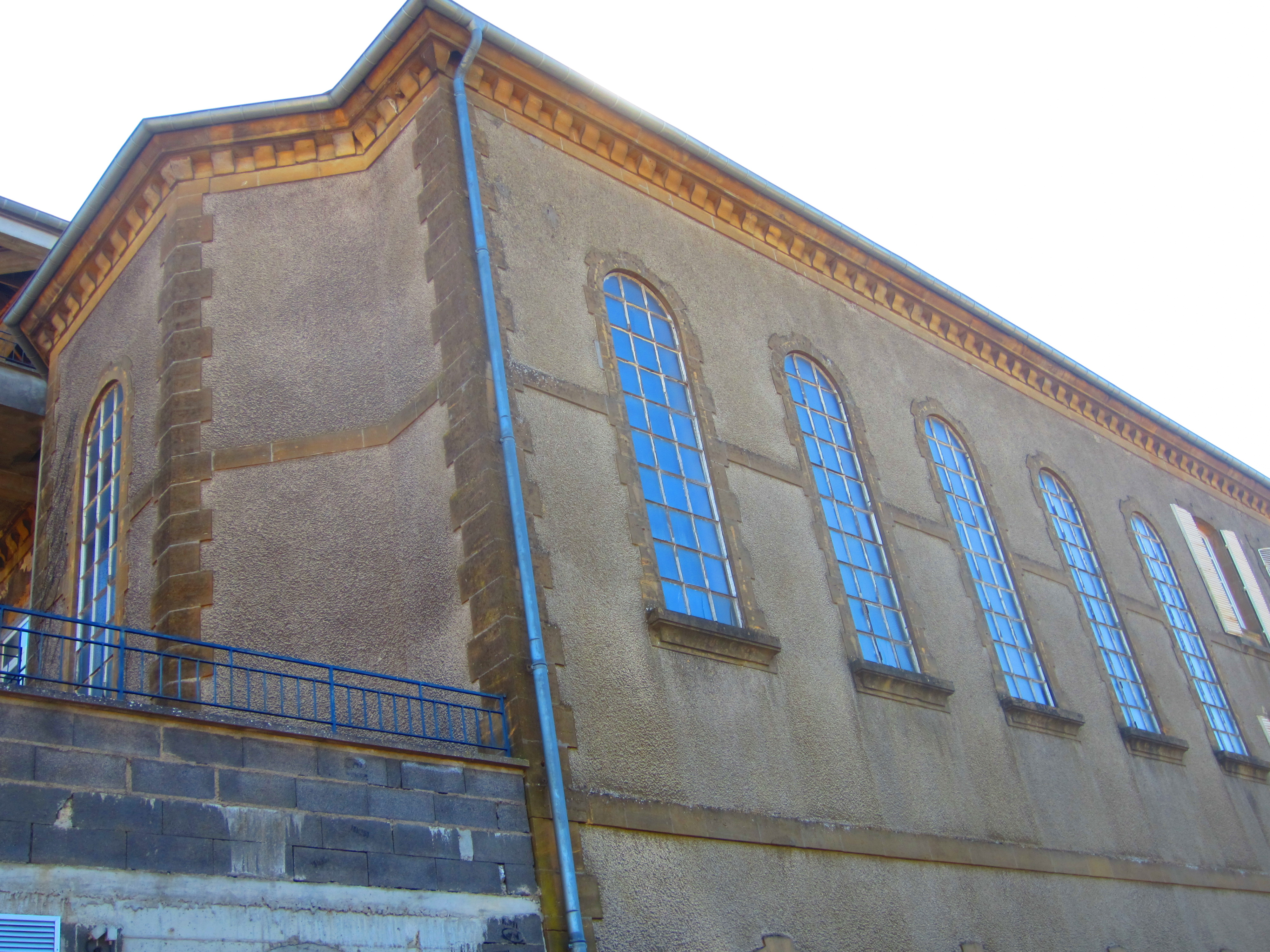
Ehemalige Klosterkapelle
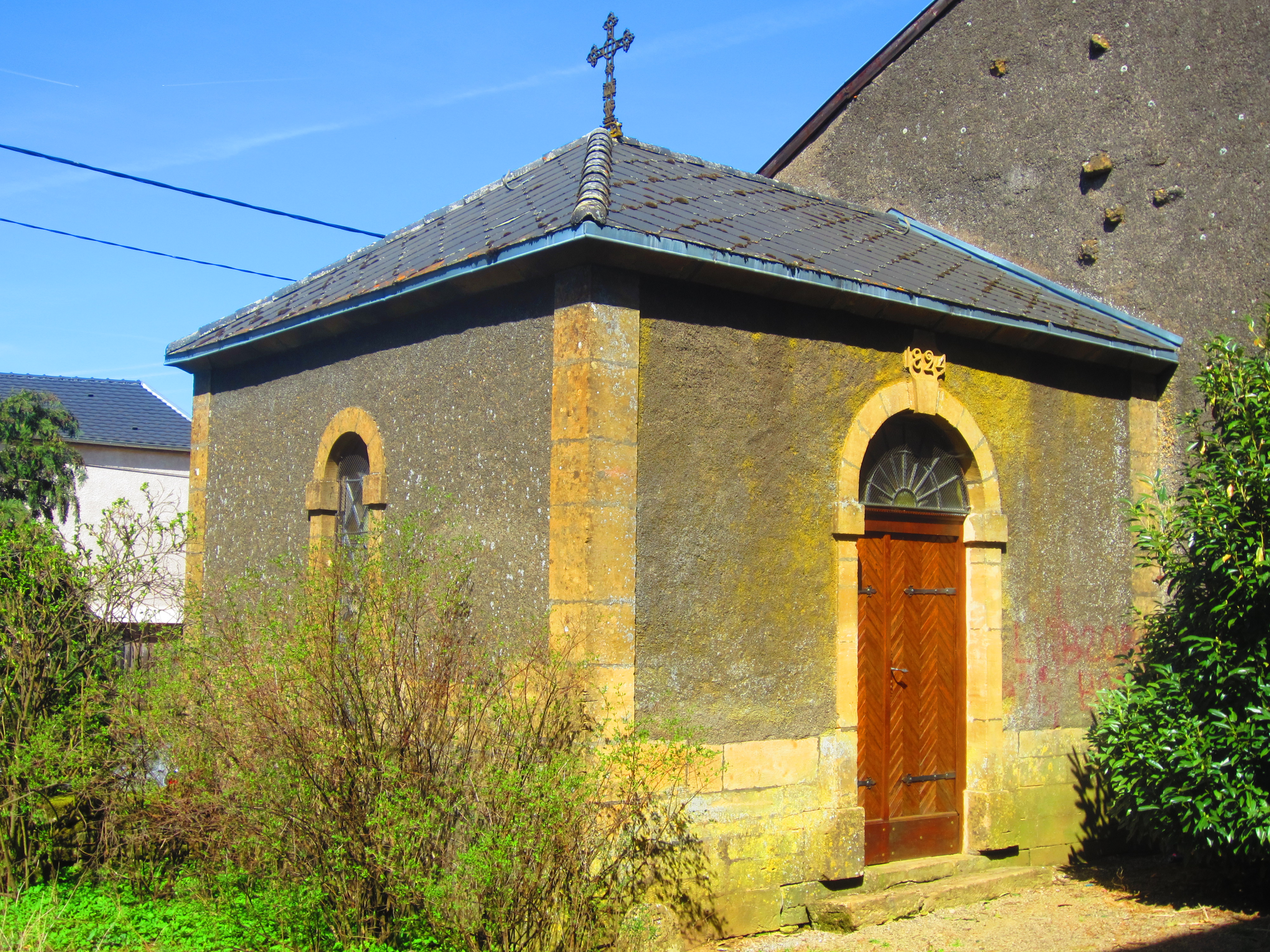
Kapelle Chani
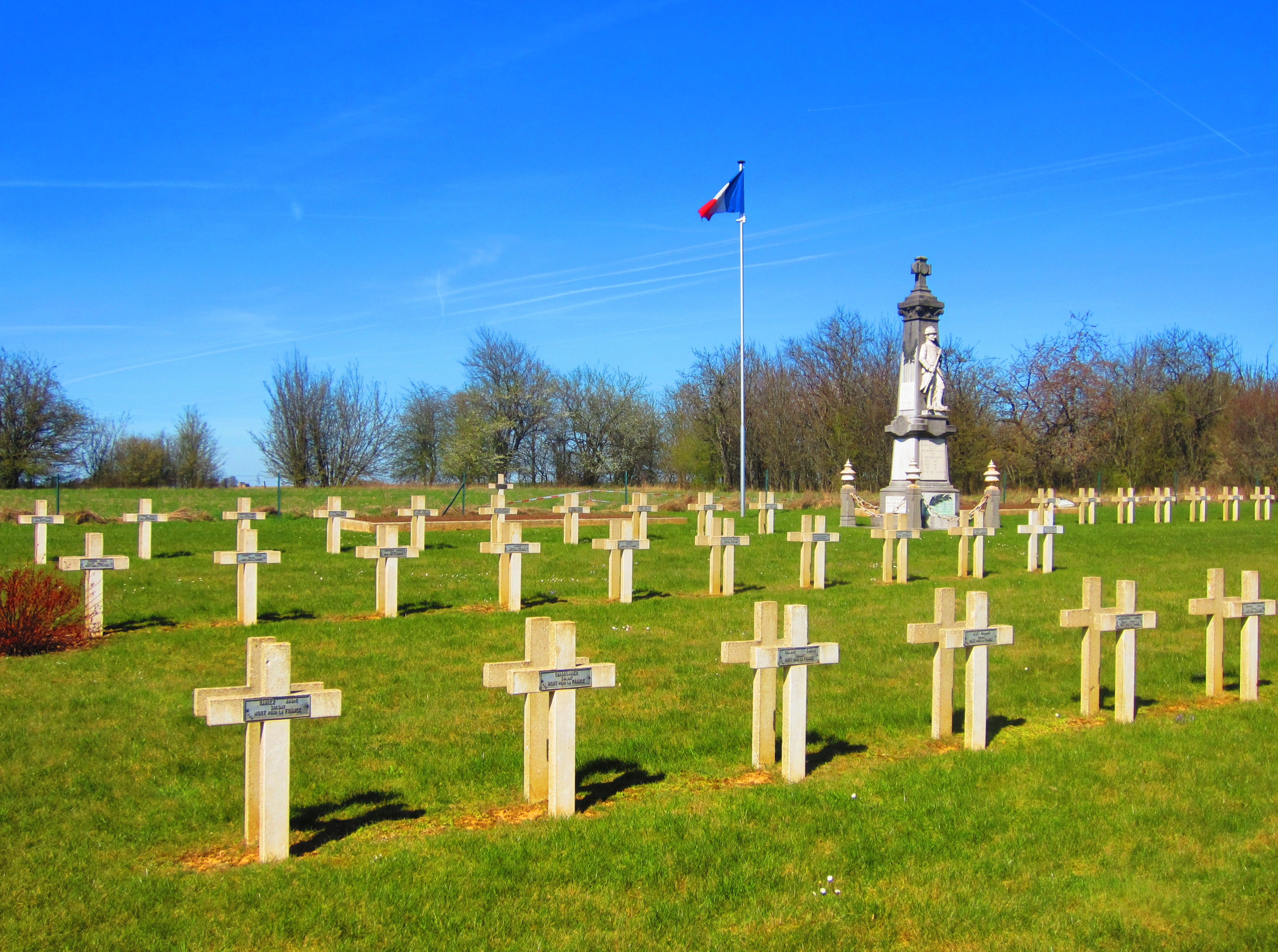
Soldatenfriedhof